# Minh Hòa, Dầu Tiếng
Minh Hòa là một xã thuộc huyện Dầu Tiếng, tỉnh Bình Dương, Việt Nam.

## Địa lý
Xã Minh Hòa có diện tích 95,27 km², dân số năm 2021 là 10.056 người, mật độ dân số đạt 109 người/km².

## Hành chính
Xã Minh Hòa được chia thành 5 ấp: Hòa Cường, Hòa Thành, Hòa Hiệp, Hòa Phú, Hòa Lộc.

## Lịch sử
Tên gọi đã có từ thời xa xưa bằng cách lấy chữ Minh là sáng sủa — rõ ràng, làm đầu tên giống nhiều xã thuộc quận Chơn Thành, tỉnh Bình Long.
Trước năm 1977, Minh Hòa là một xã thuộc huyện Chơn Thành, tỉnh Bình Long.
Ngày 11 tháng 3 năm 1977, Minh Hòa là một xã thuộc huyện Bình Long, tỉnh Sông Bé mới thành lập.
Tháng 1 năm 1997, chuyển xã Minh Hòa thuộc huyện Bình Long, tỉnh Bình Phước về huyện Bến Cát, tỉnh Bình Dương quản lý.
Ngày 23 tháng 7 năm 1999, Chính phủ ban hành Nghị định 58/1999/NĐ-CP về việc chuyển xã Minh Hòa thuộc huyện Bến Cát về trực thuộc huyện Dầu Tiếng mới tái lập quản lý.